# زافولجسك
زافولجسك (بالروسية: Заволжск) هي إحدى مدن روسيا في الكيان الفدرالي الروسي إيفانوفو أوبلاست.

## أعلام
- بافل سولوفييف